# Falu végén egy kis ház
A Falu végén egy kis ház egy kevéssé ismert magyar népdal. Tóth István fülöpszállási kántor 1832–43 között összeírt dalgyűjteményében szerepel először.
Feldolgozás:
| Szerző        | Mire                         | Mű                               |
| ------------- | ---------------------------- | -------------------------------- |
| Ludvig József | ének, zongora, gitárakkordok | A csitári hegyek alatt, 6. oldal |

## Kotta és dallam
Változat: 1) 
| Falu végén egy kis ház, barna kislány, mit csinálsz? Hej, csinosítom magamat, várom a galambomat. | Falu végén keskeny gát, barna kislány, ugord át! Haj, de te szőke, ne próbáld, mert elreped a szoknyád. | Révfalusi kisleány, gyere által a Dunán! Hej, ha általjössz a Dunán, megcsókollak a partján. |